# Strilky (Sambirský rajón)
Strilky (ukrajinsky Стрілки) jsou obec v okrese Sambir, ve Lvovské oblasti Ukrajiny. Strilky jsou správním a kulturním centrem Strilské vesnické komunity, která zahrnuje 21 vesnic a která má skoro 14 tisíc obyvatel (2021).

## Příroda
Strilky leží na březích řeky Dněstr. Na území Strilské vesnické komunity leží Národní přírodní park Královské Beskydy a Regionální krajinářský park Hornědněsterské Beskydy.